# 1922 chez Disney
L'année 1922 marque la création du premier studio d'animation de Walt Disney.

## Résumé
En 1922, Walt Disney rejoint son frère Roy, démobilisé de la Navy, à Kansas City. C'est là qu'il souhaite entamer une carrière de dessinateur publicitaire malgré l'emploi proposé par son père à Chicago. Il obtient un premier travail au « Pesman-Rubin Commercial Art Studio » pour 50 dollars par mois. Il y réalise la couverture du programme hebdomadaire du Newman Theater.
Lors de ce premier engagement, il rencontre un jeune animateur de son âge, Ubbe Ert Iwerks (qui changera plus tard son nom en Ub Iwerks), avec lequel il fonde en janvier 1920 la société « Iwerks-Disney Commercial Artists ». La société périclite mais le duo est bientôt engagé par la « Kansas City Film Ad Company » (société de film publicitaire de Kansas City), à la suite d'une offre d'emploi dans le Kansas City Star, et travaille sur des animations publicitaires primitives pour les cinémas locaux.
Les animations publicitaires ne suffisent plus à satisfaire Walt ; pendant ses loisirs, il commence à créer ses propres films qu'il vend, en 1922 à la « Newman Theater Company ». Ces films d'une minute, appelés Newman Laugh-O-Grams, parfois critiques, traitent des problèmes locaux et, pour cette raison, plaisent au public.
Le 23 mai 1922, Disney lance Laugh-O-Gram, Inc., qui produit des courts métrages animés basés sur les contes de fées populaires et des histoires pour enfants. Le premier film Le Petit Chaperon rouge  sort fin juillet 1922.

## Événements

### Mai
- 18 mai 1922 : Walt Disney dépose un dossier pour la création d'une société, avec 300 actions de 50 dollars chacune, nommée Laugh-O-Gram[7].
- 23 mai 1922 : L'État du Missouri publie le certificat de fondation du studio Laugh-O-Gram[8]

### Juillet
- 18 juillet 1922 : Naissance de William Bosché, artiste de layout, scénariste et réalisateur[9]
- 29 juillet 1922 : Sortie du tout premier court-métrage d'animation de Walt Disney, Le Petit Chaperon rouge (Little Red Riding Hood)[10]